# Artediellus

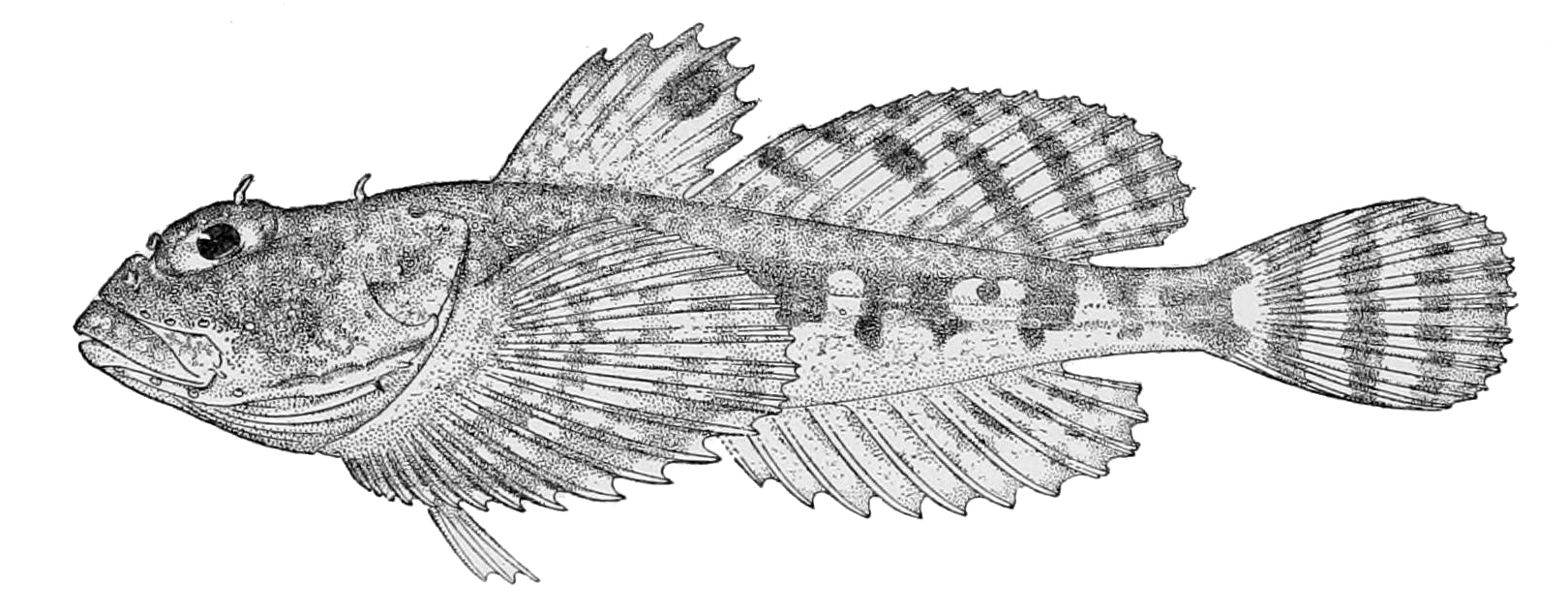
Artediellus miacanthus

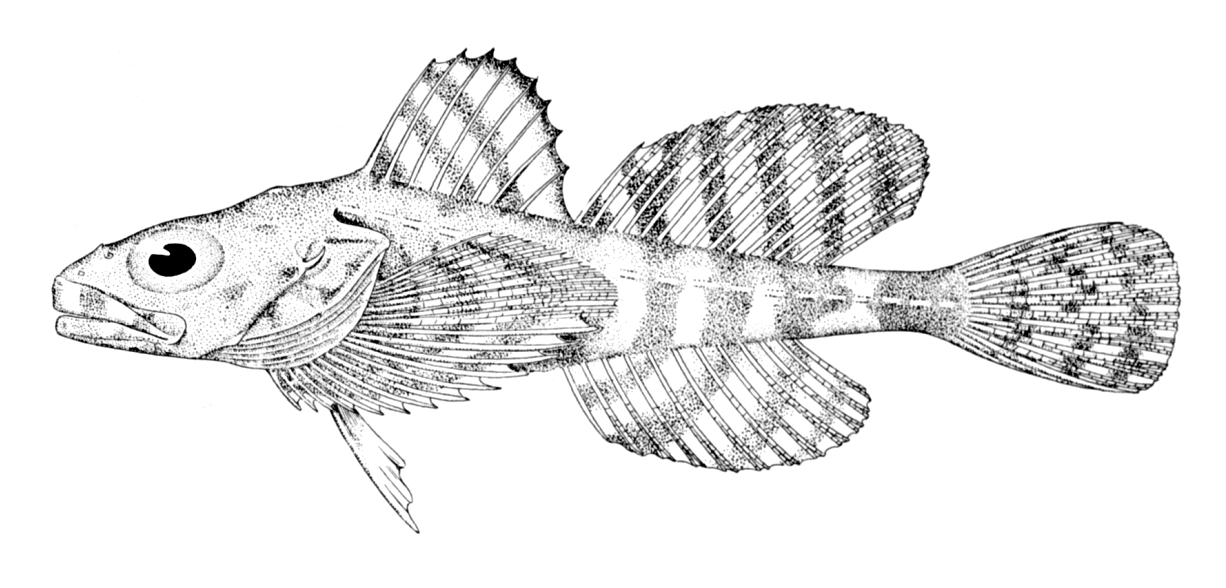
Artediellus uncinatus

Artediellus és un gènere de peixos pertanyent a la família dels còtids.

## Descripció
- Cos completament nu.
- Cap i part frontal del cos amb protuberàncies òssies en algunes espècies.
- Nombre de vèrtebres: 29-31.[2]

## Reproducció
En general, fan postes d'uns centenars d'ous, els quals són demersals i grossos.

## Alimentació
Mengen petits invertebrats bentònics.

## Hàbitat
Són peixos bentònics de fons rocallosos de la plataforma continental, els quals viuen fins als 800 m de fondària.

## Taxonomia
- Artediellus aporosus (Soldatov, 1922)[3][4]
- Artediellus atlanticus (Jordan & Evermann, 1898)[5]
- Artediellus camchaticus (Gilbert & Burke, 1912)[6]
- Artediellus dydymovi (Soldatov, 1915)[7]
- Artediellus fuscimentus (Nelson, 1986)[8]
- Artediellus gomojunovi (Taranetz, 1933)[9]
- Artediellus ingens (Nelson, 1986)[8]
- Artediellus miacanthus (Gilbert & Burke, 1912)[6]
- Artediellus minor (Watanabe, 1958)[10]
- Artediellus neyelovi (Muto, Yabe & Amaoka, 1994)[11][12]
- Artediellus ochotensis (Gilbert & Burke, 1912)[6]
- Artediellus pacificus (Gilbert, 1896)[13]
- Artediellus scaber (Knipowitsch, 1907)[14]
- Artediellus schmidti (Soldatov, 1915)[15]
- Artediellus uncinatus (Reinhardt, 1835)[16][17][18][19][20][21]

## Ús comercial
No presenten cap tipus d'interès comercial.